# Jin Min-sub
Jin Min-sub (ur. 2 września 1992) – południowokoreański lekkoatleta specjalizujący się w skoku o tyczce.

## Osiągnięcia
- złoty medal mistrzostw świata juniorów młodszych (Bressanone 2009)
- 7. miejsce na uniwersjadzie (Shenzhen 2011)
- brązowy medal mistrzostw Azji (Pune 2013)
- brązowy medal igrzysk azjatyckich (Incheon 2014)
- 5. miejsce na uniwersjadzie (Gwangju 2015)
- złoto światowych wojskowych igrzysk sportowych (Mungyeong 2015)
- 5. miejsce na igrzyskach azjatyckich (Dżakarta 2018)
- 4. miejsce na mistrzostwach Azji (Doha 2019)

Wielokrotny mistrz Korei Południowej i reprezentant kraju w meczach międzypaństwowych

## Rekordy życiowe
| Konkurencja          | Wynik | Data          | Miejsce | Uwagi                    |
| -------------------- | ----- | ------------- | ------- | ------------------------ |
| Skok wzwyż (stadion) | 5,80  | 1 marca 2020  | Sydney  | rekord Korei Południowej |
| Skok wzwyż (hala)    | 5,46  | 26 marca 2014 | Caotun  |                          |